# Lubuk Tua
Lubuk Tua is een bestuurslaag in het regentschap Musi Rawas van de provincie Zuid-Sumatra, Indonesië. Lubuk Tua telt 5145 inwoners (volkstelling 2010).